# Gruppo Ciamarella-Mondrone
Il Gruppo Ciamarella-Mondrone è un massiccio montuoso che si trova in Piemonte e, per un breve tratto, in Savoia. Appartiene alla Catena Arnas-Ciamarella (e quindi alle Alpi di Lanzo e dell'Alta Moriana) nelle Alpi Graie.

## Caratteristiche
Il gruppo partendo dai 3.676 metri di quota della Ciamarella si sviluppa ad est separando tra loro la Val Grande di Lanzo (a nord) dalla Val d'Ala e si esaurisce nei pressi di Ceres alla confluenza dei due solchi vallivi.
Al gruppo appartiene inoltre il breve tratto del confine italo-francese compreso tra il colle Chalanson Superiore e il colle di Sea, che separa le Valli di Lanzo dalla Vanoise. Questi due valichi dividono il gruppo rispettivamente dai vicini gruppo Bessanese-Albaron e gruppo Sea-Mulinet.
Ruotando in senso orario i suoi limiti geografici sono: colle Chalanson Superiore (2.350 m), ghiacciaio des Evettes, colle di Sea (3.100 m), Stura di Sea, Stura di Val Grande, Stura di Ala, colle Chalanson Superiore.
Idrograficamente fa parte del bacino della Stura di Lanzo eccetto che il versante nord-ovest della Ciamarella, che ricade invece nel bacino dell'Arc.

## Classificazione
La SOIUSA definisce il Gruppo delle Levanne come gruppo alpino e vi attribuisce la seguente classificazione:
- Grande parte = Alpi Occidentali
- Grande settore = Alpi Nord-occidentali
- Sezione = Alpi Graie
- Sottosezione = Alpi di Lanzo e dell'Alta Moriana
- Supergruppo = Catena Arnas-Ciamarella
- Gruppo = Gruppo Ciamarella-Mondrone
- Codice =  I/B-7.I-B.6

## Suddivisione
La catena viene suddivisa in due sottogruppi:
- sottogruppo della Ciamarella (a)
- cresta del Mondrone (b)

I due sottogruppi sono separati tra loro dal Ghicet di Sea (2.735 m).

## Montagne principali
- Uia di Ciamarella - 3.676 m
- Punta Chalanson - 3.466  m
- Punta Tonini - 3.324  m
- Albaron di Sea - 3.262  m
- Punta Rossa di Sea - 2.910 m
- Uia di Mondrone - 2.964 m
- Cima Leitosa - 2.870 m
- Punta del Rous - 2.568 m
- Punta Croset - 2.465 m
- Monte Dubia - 2.463 m
- Rocca Ciarva - 2.364 m
- Monte Plu - 2.195 m
- Monte Pellerin - 1.853 m
- Monte Rosso - 1.780 m

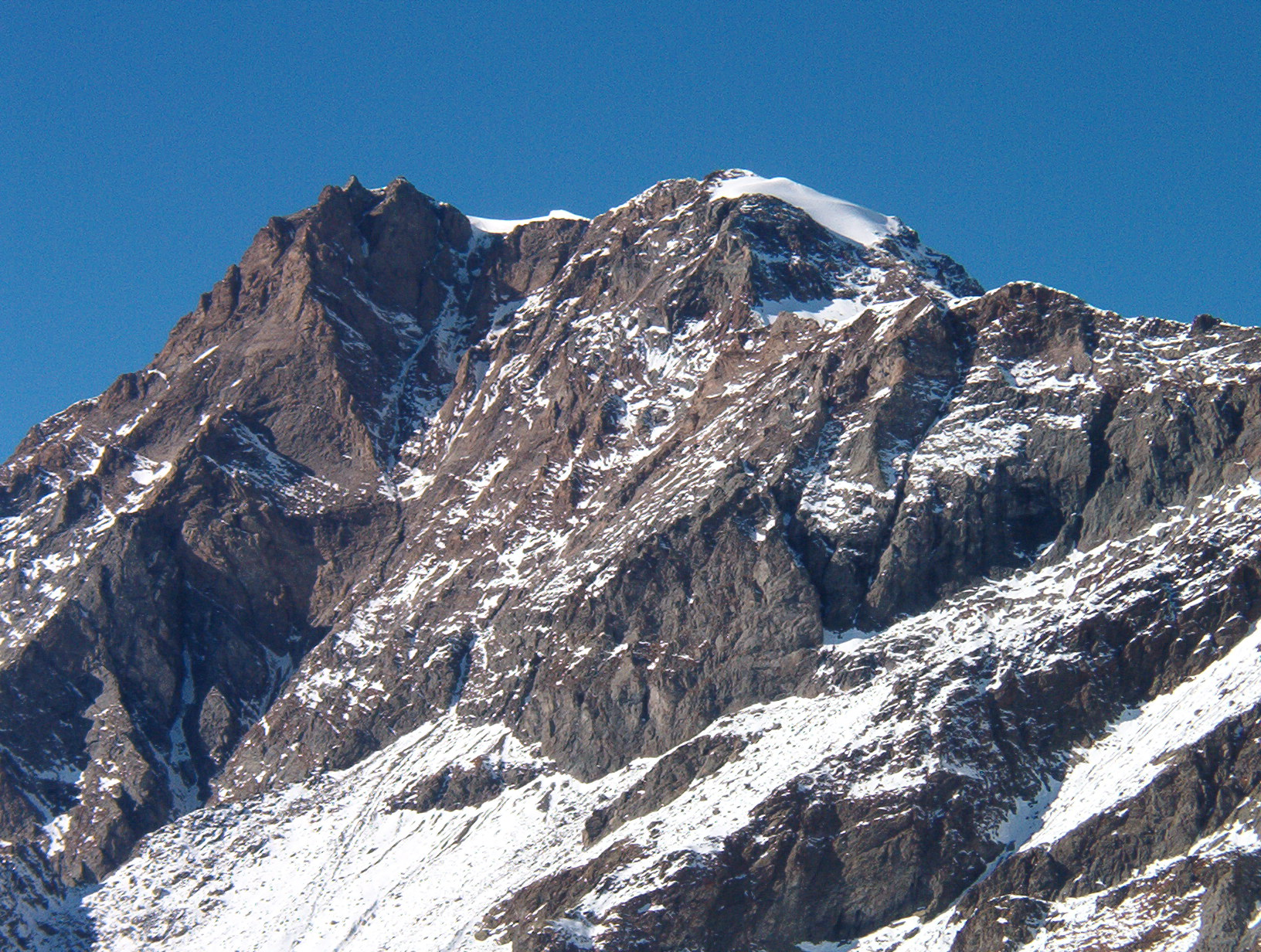
La Ciamarella vista dal Ghicet di Sea

- Monte Santa Cristina - 1.339 m

## Rifugi alpini
Per favorire l'escursionismo e la salita alle vette esiste al Pian della Mussa il rifugio Città di Cirié (1.850 m); sul versante sud dell'Uia di Mondrone si trova inoltre il Bivacco Bruo Molino (2.280 m), del CAI di Lanzo.

## Sport invernali
Nella parte settentrionale del gruppo, in comune di Chialamberto, si trova una piccola stazione sciistica, predisposta per l'innevamento artificiale. Nei pressi del fondovalle sono inoltre presenti varie decine di km di piste per lo sci di fondo., sport che è possibile praticare anche in Val d'Ala tra Balme e il Pian della Mussa.

## Protezione della natura
Il versante nord-occidentale della Ciamarella ricade nel Parco nazionale della Vanoise. Sul lato piemontese la zona compresa tra il Pian della Mussa e lo spartiacque che delimita la Val d'Ala è inclusa nel Sito di Interesse Comunitario (SIC) della rete europea Natura 2000 "Pian della Mussa" (codice IT1110029).

### Cartografia
- Cartografia ufficiale italiana dell'Istituto Geografico Militare (IGM) in scala 1:25.000 e 1:100.000, consultabile on line
- Cartografia ufficiale francese dell'Institut géographique national (IGN), consultabile online Archiviato il 13 novembre 2007 in Internet Archive.
- Istituto Geografico Centrale - Carta dei sentieri e dei rifugi scala 1:50.000 n. 2 Valli di Lanzo e Moncenisio
- Istituto Geografico Centrale - Carta dei sentieri e dei rifugi scala 1:25.000 n.103 Alte Valli di Lanzo (Rocciamelone - Uja di Ciamarella - Le Levanne)
- Istituto Geografico Centrale - Carta dei sentieri e dei rifugi scala 1:25.000 n.110 Basse Valli di Lanzo (Lanzo - Viù - Chialamberto - Locana - Ciriè)